# Mitromorpha decussata
Mitromorpha decussata é uma espécie de gastrópode do gênero Mitromorpha, pertencente a família Mitromorphidae.